# 滝譲二
滝 譲二（たき じょうじ、1942年3月24日 - ）は奈良県出身の日本の俳優。

## 出演

### テレビドラマ
- 俺は用心棒シリーズ（NET / 東映）
- 待っていた用心棒 第19話「同志たちの夜」（1968年）
- 帰って来た用心棒
  - 第4話「祇園小路に死す」（1968年）
  - 第21話「月夜の湯けむり」（1968年）
- 用心棒シリーズ 俺は用心棒 第13話「刺客のひそむ夜」（1969年）
- 素浪人 花山大吉（NET / 東映）
  - 第39話「島から悪魔が帰ってきた」（1969年）
  - 第99話「お人好しが過ぎていた」（1970年）
- 燃えよ剣（NET / 東映）
  - 第9話「京三条池田屋」（1970年） - 倒幕浪士
  - 第21話「波の入り日」（1970年） - 薩摩軍幹部
- 遠山の金さん捕物帳（NET / 東映）
  - 第4話「花嫁を食う男」（1970年） - 浪人
  - 第13話「白州で殺された男」（1970年） - 侍
  - 第27話「狼が狙った女」（1971年） - 権次
  - 第37話「虫を売る男」（1971年） - 山崎
  - 第60話「わらべ唄に狂う女」（1971年） - 権太
  - 第61話「母と名のれない女」（1971年） - 重吉
  - 第133話「いかさまに命を賭けた男」（1972年）
- 紅つばめお雪 （NET / 東映）
  - 第1話「花にいれずみ陣羽織」（1970年）
  - 第7話「三ン下に最敬礼」（1970年）
- 水戸黄門（TBS / C.A.L）
  - 第3部 第27話「夕映えの対決」（1971年） - 用心棒
  - 第4部
    - 第19話「七人の暗殺者」（1973年） - 天草五郎太
    - 第26話「黄金の誘惑」（1973年） - 笹屋の番頭

  - 第5部
    - 第1話「水戸黄門」（1974年） - 玄竜の子分
    - 第10話「恋にかける天の橋立」（1974年） - 丹後屋の手下
    - 第15話「黄門さまの鬼退治」（1974年） - 玄竜の手下
    - 第24話「二人の御老公」（1974年） - 浪人

  - 第6部
    - 第1話「怒れ! 薩摩隼人」（1975年） - 一色
    - 第10話「兄妹拳法絶海の対決」（1975年） - 船頭
    - 第21話「ど根性河内節」（1975年） - 熊の子分
    - 第22話「父恋し伊勢参り」（1975年） - 駕籠屋

  - 第7部
    - 第12話「忘れてしまった仇討ち」（1976年） - 善助の手下
    - 第25話「母恋し、父（ちゃん）悲し」（1976年） - 老中御用飛脚

  - 第9部 第8話「荒野の襲撃」（1978年） - 茶店の客
  - 第10部 第16話「母恋し鈴鹿馬子唄」（1979年） - 徳
  - 第11部
    - 第4話「悪を斬る紅緒の三度笠」（1980年） - 岩吉
    - 第16話「大当り 黄門様の大芝居」（1980年） - 常次
    - 第23話「鎌倉彫にかけた意地」（1981年） - 相模屋の手下

  - 第12部 第20話「悲願叶えた糸車」（1982年） - 猪之吉
  - 第13部
    - 第3話「鬼が棲んでる天下の嶮」（1982年） - 寅
    - 第14話「暖簾を救った身代り女房」（1983年） - 多吉

  - 第14部 第24話「偽黄門にされた黄門様」（1984年） - 甚八
  - 第15部 第15話「願い叶えた鯉のぼり」（1985年） - 正五郎の子分
  - 第16部 第35話「赤べこが結ぶ夫婦の絆」（1986年） - 勘五郎の子分
  - 第18部
    - 第7話「孫を騙った悪い奴」（1988年）
    - 第11話「姫様 馬子が瓜二つ」（1988年） - 辰五郎の子分

  - 第20部
    - 第10話「悪を裁いた仇討ち芝居」（1991年） - 丑寅
    - 第15話「女度胸の玄海節」（1991年） - 源太

  - 第21部 第31話「男意気地の仇討ち悲願」（1992年） - 留吉
  - 第22部
    - 第7話「悲願叶えた夢花火」（1993年） - 伝次
    - 第16話「白いおひげのお風呂番」（1993年） - 人足
    - 第32話「会津名物 夫婦下駄」（1993年） - 寅松

  - 第23部 第3話「泣き笑い 幽霊旅籠」（1994年）
  - 第24部
    - 第3話「恋しい人は凶状持ち」（1995年） - 丑松
    - 第13話「無念晴らした仇討ち旅」（1995年） - 猪之助
    - 第36話「嫁を認めた天明茶釜」（1996年） - 寅造

  - 第25部
    - 第5話「陰謀砕く葛の糸」（1997年） - 義十
    - 第15話「忘れられた格さん」（1997年） - 甚五郎

  - 第27部 第27話「恩を返した風来坊」（1999年） - 伝八
  - 第28部 第15話「狸になった若旦那」（2000年） - 政
  - 第29部
    - 第11話「木綿畑に正義の矢」（2001年） - 鉄五郎
    - 第22話「天狗面が悪を斬る!」（2001年） - 権八

  - 第30部 第15話「謎の美人は危険な匂い」（2002年） - 天神の松助
  - 第33部 第22話 2時間スペシャル「大対決! 八百八町は日本晴れ」（2004年） - 胴元
- 千葉周作 剣道まっしぐら 第33話「剣ふたたび」（1971年、TBS）- 甲野
- さむらい飛脚（NET / 東映）
  - 第1話「鬼の走る道」（1971年）
  - 第7話「闇から闇へ」（1971年）
- 地獄の辰捕物控 第9話「かんざしの向うにお玉がいる」（1972年、NET / 東映）
- 大岡越前（TBS / C.A.L）
  - 第3部 第10話「江戸のごみ」（1972年） - 子分
  - 第5部 第15話「天下御免の偽名医」（1978年） - 武市
  - 第6部
    - 第1話「大岡越前」（1982年） - 子分
    - 第18話「幽霊屋敷を訪ねた女」（1982年） - 浪人

  - 第7部
    - 第18話「女が墜ちた焦熱地獄」（1983年） ‐ 道念
    - 第22話「泥棒にされた御奉行様」（1983年） - 矢部五郎太

  - 第8部 第26話「将軍救った美女軍団」（1985年） - 岩松
  - 第13部 第4話「掏った財布に葵の御紋」（1992年） - 竜次
- 世なおし奉行（NET / 東映）
  - 第5話「人別帳秘話」（1972年）
  - 第26話「無法の町」（1972年）
- 隼人が来る 第19話「逃げ出した花嫁」（1973年、CX / 東映）
- 素浪人 天下太平（NET / 東映）
  - 第1話「さくらの花の咲く頃に」（1973年）
  - 第17話「晴れたら金の鈴鳴らそ」（1973年） - 常
- 必殺シリーズ（ABC / 松竹）
  - 必殺仕置人
    - 第2話「牢屋でのこす血のねがい」（1973年） - 宮崎
    - 第11話「流刑のかげに仕掛あり」（1973年） - 辰

  - 助け人走る 第5話「御生命大切」（1973年） - 同心・田村
  - 必殺仕業人 第10話「あんた この宿命をどう思う」（1976年） - 同心・中井
  - 必殺からくり人 第9話「食えなければ江戸へどうぞ」（1976年） - 役人
  - 必殺からくり人・血風編
    - 第2話「非道にたてつく紅い刃」（1976年） - 兵士
    - 第10話「とらぬ狸の紅い舌」（1977年） - 男

  - 新・必殺仕置人 第6話「偽善無用」（1977年） - 藤吉
  - 翔べ! 必殺うらごろし
    - 第18話「抜けない刀が過去を斬る!」（1979年） - 侍
    - 第22話「死人が知らせた金のありか」（1979年） - 半助

  - 必殺仕事人
    - 第19話「仕事人が女に惚れて何故悪い?」（1979年） - 寅松
    - 第40話「昇り技字凧落し業」（1980年） - 不破哲造
    - 第77話「盗み技背面逆転倒し」（1980年） - 友次

  - 必殺仕舞人 第4話「江差追分母娘の別れ - 北海道・江差 -」（1981年） - 留五郎
  - 新・必殺仕事人
    - 第14話「主水 悪い夢を見る」（1981年） - 宗田伍兵衛
    - 第39話「主水 友達を気にする」（1982年） - 伝次

  - 新・必殺仕舞人 第12話「けだもの狩りにはしげさ節」（1982年） - 久造
  - 必殺仕事人III 第3話「アルバイトをしたのは同級生」（1982年） - 熊蔵
  - 必殺仕事人IV
    - 第8話「せんとりつ 子供をもらう!?」（1983年） - 丑松
    - 第32話「主水 超能力山伏に部屋を貸す」（1984年） - 勝三

  - 必殺仕切人 第1話「もしも大奥に古狸がいたら」（1984年） - 吹針の六
  - 必殺橋掛人 第3話「神田のゆうれい坂を探ります」（1985年） - 亥吉
  - 必殺仕事人・激突! 第12話「霊感少年を操る極悪人」（1992年） - 赤星仙十郎
- 江戸を斬るシリーズ（TBS / C.A.L）
  - 江戸を斬る 梓右近隠密帳 第11話「小坊主剣客」（1973年） - 侍
  - 江戸を斬るII（TBS / C.A.L）※西郷輝彦版
    - 第6話「濡れ鼠河内山宗春」（1975年） - 浪人
    - 第13話「鱈に当たって死んだ奴」（1976年） - 賭場の客

  - 江戸を斬るIII 第22話「人を見て法を説け」（1977年） - 子分辰
  - 江戸を斬るVIII 第14話「女を狙う吸血剣」（1994年、TBS / C.A.L）※里見浩太朗版
- いただき勘兵衛 旅を行く （NET / 東映）
  - 第7話「鬼も涙の夜だとさ」（1973年）
  - 第20話「仮寝の夢に泣いたとさ」（1974年） - 古谷
- ご存知遠山の金さん（NET / 東映）
  - 第17話「恨みの炎が江戸を焼く」（1974年）
  - 第50話「さて金さんの正体は?」（1974年）
- 斬り抜ける 第1話「不義者俊平」（1974年、ABC / 松竹） - 留吉
- ご存知金さん捕物帳 第16話「芝居のいのち火」（1975年、NET / 東映）
- 影同心 第12話「花も恥じらう殺し節」（1975年、毎日放送、東映）
- 座頭市物語 第21話「湖に咲いたこぼれ花」（CX / 勝プロ）
- 遠山の金さん（NET / 東映） ※杉良太郎版
  - 第1シリーズ
    - 第14話「一番纏に命を張れ!!」（1976年）
    - 第39話「松風聴いた母子草」（1976年）
    - 第75話「はるかな江戸の便り」（1977年）

  - 第2シリーズ 第20話「姉弟ふたり」（1979年）- 仙八
- 人形佐七捕物帳 第20話「悪を走らせた純愛」（1977年、NET / 東映） - 安吉 ※松方弘樹版
- 新 木枯し紋次郎 第3話「四つの峠に日が沈む」（1977年、12ch / C.A.L） - 半兵衛
- 桃太郎侍（NTV / 東映）※高橋英樹版
  - 第7話「つばめの詩」（1976年） - 辰造
  - 第22話「あに、おとうとめぐり会う日に」（1977年）
  - 第29話「ふるさとは遠かった」（1977年） - 山崎
  - 第45話「からくり武士道」（1977年） - 鹿島
  - 第110話「惚れて笑って喧嘩して」（1978年）
  - 第120話「和蘭ことばに父娘の涙」（1979年） - 井上
  - 第139話「奇跡を運ぶ白い鳩」（1979年）
  - 第149話「仁兵衛が惚れたお母ちゃん」（1979年）
  - 第189話「走れ! お江戸の一番纒」（1980年） - 臥煙
  - 第206話「さようなら! すずめちゃん」（1980年）
  - 第222話「出世、ご免蒙ります」（1981年） - 由松
  - 第237話「べらんめえ箱入り娘」（1981年）
- 暴れん坊将軍（ANB / 東映）
  - 吉宗評判記 暴れん坊将軍
    - 第10話「花開く目安箱」（1978年） - 徳次
    - 第40話「翔べ!下町の神童」（1978年） - 相良伝内
    - 第63話「一六勝負に散った花」（1979年） - 伊沢
    - 第87話「八百万石を狙う凶弾」（1979年） - 丹羽
    - 第112話「誇り高きカモ侍」（1980年） - 兼吉
    - 第158話「地獄の鐘は暮六つに鳴る」（1981年） - 甚太
    - 第193話「初雪は哀しき女の死化粧」（1982年） - 弥十
    - 第203話「雪崩に消えた恋の花」（1982年） - 新藤

  - 暴れん坊将軍II
    - 第37話「女もつらいよ 母なれば」（1983年） - 紋左
    - 第47話「天下御免のじゃじゃ馬馴らし」（1984年） - 山崎
    - 第67話「男ひでりの花板修業!」（1984年） - 宇三郎
    - 第110話「あらイヤだ! 魚の心は恋ごころ」（1985年） - 紋次
    - 第143話「倒産前夜の夫婦宣言!」（1985年） - やくざ
    - 第167話「哀しい夜明けを待つ女!」（1986年） - 伊藤小五郎
    - 第187話「食通くらべ日本一!」（1987年） - 桜井平蔵

  - 暴れん坊将軍III
    - 第11話「河原の黄金を盗んだ奴!」（1988年） - 弥蔵
    - 第20話「からくり盗っ人街道」（1988年） - お役者吉五郎
    - 第37話「魔性の女の涙雨」（1988年） - 桶蔵
    - 第54話「名奉行、なさけの仇討」（1989年） - 伝蔵
    - 第59話 SP「みちのく血判状! 魔性の谷の決戦!!」（1989年）
    - 第82話「帰って来た炎の男」（1989年） - 役人
    - 第95話「狙われた四人の目撃者!」（1990年） - 権藤
    - 第105話「惚れて深川 あゝ八千両」（1990年） - 高木
    - 第115話「大岡越前 罷免さる!?」（1990年） - 岩島

  - 暴れん坊将軍IV
    - 第8話「逃げた花嫁」（1991年） - 山崎左内
    - 第20話「愛しき炎の剣!」（1991年） - 長谷玄十郎
    - 第35話「才三覚悟! 黒髪の刺客」（1991年） - 吉岡
    - 第41話「土くれ愛妻武士道」（1991年） - 馬場一学
    - 第51話 SP「隠された壱千万両 家康の埋蔵金を追え!」（1992年） - 霧丸
    - 第69話「陰謀あばいた饅頭姫!」（1992年） - 柘植久六

  - 暴れん坊将軍V
    - 第5話「盗賊は炎の中に消えた」（1993年） - 川島
    - 第19話「おんな密偵の初恋」（1993話） - 黒沼
    - 第37話「わが恋せし上様」（1994年） - 長次

  - 暴れん坊将軍VI
    - 第5話「頑張れ! 江戸っ子若君」（1994年） - 堀江
    - 第32話「男と女の夢舞台」（1995年） - 松崎典膳
    - 第48話「盗賊の娘」（1995年） - 銀次

  - 暴れん坊将軍VII
    - 第9話「吉宗よ、誰が為に泣く」（1996年） - 虎松
    - 第18話「いなせ新さん、世直し道中」（1997年） - 大町伝十郎

  - 暴れん坊将軍VIII
    - 第3話「居酒屋の女の告白」（1997年） - 六蔵
    - 第22話「うりふたつの女、お茶会に秘められた罠」（1998年） - 矢島喜八郎

  - 暴れん坊将軍IX 第20話「燃え上がる恋の炎! 出世を捨てた若大名」（1999年） - 矢吹一馬
  - 暴れん坊将軍X 第7話「襲われたお見合い! 家出姫の危ない決断」（2000年） - 西尾勘解由
- 長七郎天下ご免!（ANB / 東映）
  - 第8話「無情!江戸に散る花」（1979年） - 田沢
  - 第26話「くらやみ河岸に鶴が舞う!」（1980年） - 源田
  - 第39話「母恋い夢枕」（1980年） - 平間
  - 第52話「一揆!太助がさらわれた!?」（1980年） - 彦造
  - 第61話「恋女房江戸っ子花火」（1981年） - 大町
  - 第80話「裏切り、花街なみだ糸」（1981年） - 勇次
- 新・座頭市（CX / 勝プロ）
  - 新・座頭市III 第3話「市の耳に子守唄」（1979年） - 奈八の雇ったヤクザ者
- 柳生あばれ旅 第14話「忍者が泣いた港町 -吉田-」（1981年、ANB / 東映） - 矢崎伝十郎
- ザ・ハングマン 第36話「恐怖の処刑 空中引き回し」（1981年、ABC / 松竹芸能） - 刑事
- 遠山の金さん （ANB / 東映）※高橋英樹版
  - パート1
    - 第46話「炎の恋情! 殺人者はおんな魔術師」（1983年）
    - 第56話「炎の慕情! おんな火消の鉄火纏」（1983年） - 権助
    - 第72話「闇祭り、狙われた花嫁行列!」（1983年）
    - 第79話「飛燕の張り竹・女染め師お貞!」（1983年）

  - パート2 第41話「江戸妖婦伝!」（1986年） - 尾崎三蔵
- 源九郎旅日記 葵の暴れん坊（ANB / 東映）
  - 第22話「肥後の影花 わかれ花」（1982年） - 亀田
  - 第33話「やがて愛でたき宮津節」（1982年） - 文三
- 新・松平右近 第12話「若君を消せ!」（1983年、NTV / ユニオン映画） - 辰次
- 長七郎江戸日記（NTV / ユニオン映画）
  - 第1シリーズ
    - 第12話「風流蛇女騒動記」（1984年） - 遊び人
    - 第20話「かけこみ寺異聞」（1984年） - 鮫島
    - 第31話「日陰に咲く花」（1984年） - 横渕
    - 第58話「父娘のきずな」（1985年） - 伊藤軍兵衛
    - 第87話「夫婦せんべい」（1986年） - 軍次
    - 第98話「辰三郎、女難で候」（1986年） - 留

  - 第3シリーズ 第22話「野菊と芋侍」（1991年） - 柏木市之進
- 三匹が斬る!シリーズ （ANB / 東映）
  - 三匹が斬る! 第15話「信玄の、亡霊見たかおしゃれ鳥」（1988年） - 浪人
  - 新・三匹が斬る 第8話「密造酒、飲んで飲まれて大作戦」（1992年） - 貝塚
- 名奉行 遠山の金さん（ANB / 東映）
  - 第1シリーズ 第16話「花嫁衣裳が泣いた」（1988年） - 三次
  - 第2シリーズ 第4話「暴かれた二つの顔の美人妻」（1989年） - やくざ
  - 第3シリーズ 第15話「消えた殺人者、美女の仇討!」（1990年） - 闇の藤太
  - 第4シリーズ 第13話「貞女が毒婦になるとき」（1992年） - 村木主膳
  - 第5シリーズ 第23話「笹舟の謎! 歩いてきた幽霊」（1993年） - 源次
  - 第6シリーズ 第15話「女説教強盗の復讐」（1994年） - 佃源九郎
- 将軍家光忍び旅シリーズ（ANB / 東映）
  - 将軍家光忍び旅
    - 第3話「日陰に咲くか夫婦武士道」（1990年） - 源八
    - 第16話「くの一が惚れた男」（1991年） - 相沢

  - 将軍家光忍び旅II
    - 第1話 SP「暗雲ただよう中山道! 家光を狙う妖しい美女と謎の黒幕!」（1992年） - 鮫丸
    - 第18話「お家騒動、高崎だるまに誓う愛」（1993年） - 丸尾源三郎
- 鞍馬天狗 第1話「泣くな角兵衛獅子」（1990年、TX / 松竹）
- 十三人の刺客（1990年、CX / 松竹）
- 参上! 天空剣士 第2話「謎の財宝を守れ!」（1990年、TX / 松竹） - 笠間団兵衛
- あばれ八州御用旅（TX / ユニオン映画）
  - 第2シリーズ 第16話「阿片地獄に散った華」（1991年） - 森
  - 第3シリーズ 第1話「帰ってきた白頭巾！仇討ち人情に泣く女」（1992年） - 島村虎之助
  - 第4シリーズ 第6話「鬼の首の弥藤次」（1994年） - 武井紋十郎
- 八百八町夢日記（NTV / ユニオン映画）
  - 第2シリーズ
    - 第11話「命がけ! 鉄火肌の女」（1992年）
    - 第25話「悪女の秘めごと」（1992年）
- 鬼平犯科帳（CX / 松竹）※中村吉右衛門版
  - 第4シリーズ 第11話「掻掘のおけい」（1993年） - 黒灰の宗六
- 江戸の用心棒 (NTV / ユニオン映画) ※高橋英樹版
  - 第1シリーズ 第23話「千両箱が消えていく」（1995年） - 中井源蔵
- 南町奉行事件帖 怒れ!求馬シリーズ（TBS / C.A.L）
  - 南町奉行事件帖 怒れ!求馬II 第6話「生き返った幽霊」（1999年） - 丈八
  - 大江戸を駈ける! 第15話「正義の剣よ永遠に -高輪-」（2001年）- 金子又五郎

| スタブアイコン | サブスタブ | この項目は、まだ閲覧者の調べものの参照としては役立たない、俳優（男優・女優）に関連した書きかけの項目です。この項目を加筆・訂正などしてくださる協力者を求めています（P:映画/PJ芸能人）。 |